# Resistência Nacional Moçambicana

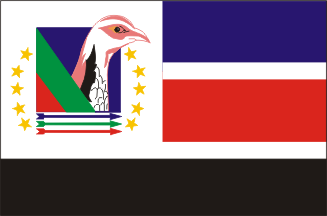
Parteiflagge der Renamo

Die Resistência Nacional Moçambicana (kurz Renamo, portugiesisch für Nationaler Widerstand Mosambiks) ist eine konservative politische Partei in Mosambik. Während des Kalten Kriegs war sie mit dem Namen Movimento Nacional de Resistência (MNR), eine von Apartheid-Befürwortern geschaffene, aufständische und militante Bewegung, gegen die sozialistisch orientierte FRELIMO aktiv. In dieser Rolle war sie für die Ermordung und Entführung unzähliger Zivilisten sowie die Zerstörung von öffentlichen Einrichtungen und vielfältigem Privatbesitz in Mosambik verantwortlich. Ferner führte sie Angriffe gegen Ziele in Malawi, Sambia und Simbabwe. Konservative Regierungen und Unterstützer in Europa und in Nordamerika gewährten ihr materielle und politische Unterstützung.

## Geschichte

### Anfänge und Aufbau
Das Movimento Nacional de Resistência war eine Schöpfung ausländischer Geheimdienste und zunächst als Söldnerarmee aufgebaut. Für die Initiative und den Aufbau bildete Ken Flowers als damaliger Geheimdienstchef (CIO) Rhodesiens unter Premierminister Ian Smith die zentrale Führungsfigur. Dieser verfolgte damit das Ziel, eine Untergrundarmee in Mosambik zur Verfügung zu haben, mit der gegen Dekolonisationsprozesse im südlichen Afrika Abwehrmaßnahmen ergriffen werden konnten. Dazu bündelte er jegliche in seinen Einflussbereich tretende Angehörige Frelimo-feindlicher Gruppen zu dieser paramilitärischen Bewegung, die nach 1974 über die Grenze kommend in Rhodesien Schutz und Aufgaben suchten. Innerafrikanische Unterstützung erhielt er von Ron Reid Daly, dem Gründer der Selous Scouts in Rhodesien, der diese Sondereinheit nach dem Vorbild der portugiesischen Flechas aufgebaut hatte. Als Pseudooperationen bezeichnete Aktivitäten entwickelte sich ein breites Spektrum aus Infiltrations- und Zersetzungsaktivitäten mit teils terroristischen und bürgerkriegsartigen Zuständen.
Der rhodesische Geheimdienst betrieb nördlich von Salisbury bei Bindura die „Retreat Farm“, wo MNR-Kämpfer ausgebildet wurden. Mosambik verhängte am 3. März 1976 Sanktionen gegen sein Nachbarland Rhodesien. Das veranlasste dessen Geheimdienst CIO, ausgebildete Söldner über die Grenze zu schicken, wo sie in den mosambikanischen Provinzen Manica und Tete Anschläge verübten und dabei regionale Handelsunternehmen sowie medizinische Ambulanzen zerstörten.
Der Personalzuwachs für das MNR speiste sich aus vier Personengruppen, die aus für sie unzufriedenen Verhältnissen kamen. Das waren:
- Mitarbeiter des portugiesischen Geheimdienstes PIDE und seiner militärischen Einsatzgruppe Flechas sowie weiterer Angehöriger von damit verbundenen Spezialkommandos.
- Ehemalige Guerilleros, Polizisten und Soldaten aus dem Dienst der Frelimo, die entweder mit der dort verordneten strengen Moral nicht einverstanden waren oder wegen ausbleibenden Belohnungen sich von ihr distanziert hatten. Dazu zählten auch die ehemalige Kommandeure André Matsangaíssa und Afonso Dhlakama. Bereits Jahre vor der mosambikanischen Unabhängigkeit gab es vereinzelte Abtrünnige aus der Frelimo, die in den portugiesischen Machtstrukturen neue Wege suchten. Dazu zählte der Kommandant Zeca Caliate, der 1973 die Seiten wechselte und sich dann an Propagandaaktivitäten beteiligte. Auf Initiative des Jardim-Vertrauten und Hauptrekruteurs Orlando Cristina kam Caliate 1977 zum MNR. Orlando Cristina war bereits 1964 in Daressalam als PIDE-Agent in die Frelimo infiltriert worden. André Matsangaíssa kam erst 1977 nach seiner Flucht aus dem Umerziehungslager Sacuze bei Gorongosa zum MNR und gelangte durch die Rhodesier an dessen Spitze.[6]
- Ehemalige Frelimo-Funktionäre, die auf regionaler Ebene ohne Erfolg blieben. Eine Häufung von Überläufern zum MNR gab es nach den Lokalwahlen 1978 in Inhambane.
- Eine eigene Gruppe bildeten Medizinmänner und ehemalige Régulos (traditionelle lokale Oberhäupter auf unterster Ebene), die mit der Unabhängigkeitserklärung Mosambiks ihre regionalen Funktionen verloren hatten und zuvor in den kolonialen Herrschaftsstrukturen Portugals kleinräumlichen Einfluss in der Kolonie Mosambik hatten.

### Aktivitäten und internationale Unterstützung
Pseudooperationen waren eine vor allem im kolonialen Kontext verwendete Militärstrategie, die von Kolonialmächten und Minderheitenregimen zur Bekämpfung der einheimischen Unabhängigkeitsbewegungen genutzt wurden. Bei solchen völkerrechtswidrigen Einsätzen tarnten sich die unter der Kontrolle der Kolonialmacht stehenden Einheiten in den Uniformen der aufständischen Befreiungsbewegungen und nahmen sich deren Guerillataktiken an, um so verdeckte Operationen gegen die echten Befreiungsbewegungen durchzuführen. Dabei setzten Siedlerregime wie Rhodesien auf die Rekrutierung einheimischer Kräfte, da diese aufgrund ihres Phänotyps und der Beherrschung der lokalen Sprachen die perfekte Tarnung besaßen, um in den von den Befreiungsbewegungen kontrollierten Gebieten nicht sofort aufzufallen. Die Rekrutierung erfolgte dabei häufig unter Zwang, oft handelte es sich um gefangene Kämpfer oder politische Aktivisten aus den Reihen der Befreiungsbewegungen, die von der Geheimpolizei Rhodesiens unter schwerer Folter und Morddrohungen zur Kollaboration genötigt wurden. Einige dieser Pseudooperationen mündeten in Massakern an Geflüchteten und Angehörigen der Befreiungsbewegungen, zu deren abgelegenen Lagern sich die Pseudoguerillas aufgrund ihrer effektiven Tarnung zunächst unerkannt Zutritt verschaffen konnten, oftmals gefolgt von regulären rhodesischen Truppen, die in einer zweiten Angriffswelle unter Einsatz von mechanisierter Infanterie und Artillerie verheerende Zerstörung in den Camps anrichteten.
Im Rahmen solcher Operationen war der designierte Hauptgegner der Renamo die seit 1975 im benachbarten Mosambik regierende, sozialistisch orientierte Frelimo, sowie die von ihr beherbergten simbabwischen Befreiungsbewegungen, die von mosambikanischen Boden aus gegen Rhodesien kämpften. Mosambik gehörte zu den blockfreien Staaten, erhielt aber wesentliche entwicklungs- und verteidigungspolitische Unterstützung von Staaten des Ostblocks, insbesondere aus der DDR und der Sowjetunion, sowie von Kuba. Darüber hinaus war u. a. Schweden ein wichtiger entwicklungspolitischer Partner. In Südafrika wurde diese Entwicklung als sehr bedrohlich eingeschätzt. Aus diesem Grunde entwickelte die südafrikanische Regierung diverse Abwehrstrategien, zu denen die Unterstützung von politischen und militanten Oppositionsbewegungen in den Frontlinienstaaten gehörte. Diese von Brigadier John Huyser, dem Chef des Planungsstabes in den SADF, entwickelte Vorgehensweise wurde zur militärischen „Standardantwort“ auf das als „politisch-revolutionären totalen Angriff“ bezeichnete außenpolitische Bedrohungsszenario in den 1980er Jahren. Die südafrikanischen Streitkräfte implementierten diese operablen Handlungsperspektiven in ihre voorste verdedigingstraegie (deutsch etwa: „Vorwärtsverteidigungsstrategie“), wodurch auch die „Rebellenbewegung“ Renamo von indirekter südafrikanischer Unterstützung profitierte.
Ende der 1970er Jahre war das rhodesische Minderheitsregime durch den Druck der internationalen Gemeinschaft, die ein weitgehendes wirtschaftliches und militärisches Embargo gegen Rhodesien initiiert hatte, gezwungen, Verhandlungen mit den führenden Vertretern der Mehrheitsbevölkerung aufzunehmen. Nach dem Lancaster-House Abkommen wurde Rhodesien am 18. April 1980 schließlich als Simbabwe unabhängig. Damit fiel die faktische Basis der Renamo weg, die zuvor von rhodesischem Gebiet, mit von Rhodesien bereitgestelltem Kriegsmaterial aus agierte und innerhalb von Mosambik keine politische Basis besaß. Gemeinsam mit vielen ehemaligen rhodesischen Militärs und Angehörigen anderer Sicherheitskräfte, die an der Unterdrückung von Einheimischen und Dissidenten involviert waren, wanderten die führenden Kräfte der Renamo nach Südafrika aus. Dort wurden sie unter der Führung des südafrikanischen Militärgeheimdienstes (MI) neu konstituiert, um zukünftig den regionalen militärischen Zielen des Apartheidstaates dienlich zu sein.
Im Januar 1983 berichtete die US-amerikanische Publikation Africa Report, dass die Renamo massive Unterstützung von Südafrika erhalten habe. Diese Darstellung wurde vom US State Department bestätigt. Allerdings verneinte die südafrikanische Regierung eine solche Unterstützung. Der Economist berichtete, dass die Renamo finanzielle Unterstützung und Bewaffnung durch Südafrikas Streitkräfte erhalten habe. Ferner habe die Organisation Hilfen bei der Logistik für Ausbildungs, Führungs- und Kontrollausrüstungen mpfangen. Zu diesem Zeitpunkt sollen 10.000 Kämpfer unter Waffen gestanden haben, die große Bereiche von Zentral- und Südmosambik kontrollierten. Im April wurde der Generalsekretär Orlando Christina auf einer Farm bei Pretoria von einem Attentäter erschossen.
Am 16. März 1984 unterzeichneten der Staatspräsident Südafrikas, Pieter Willem Botha, und Samora Machel von der Frelimo-Regierung unter starkem Druck das Nkomati-Abkommen, in dem vereinbart wurde, dass Mosambik keine Guerillaaktivitäten des African National Congress bzw. des MK sowie des Pan Africanist Congress (PAC) vom Staatsgebiet Mosambiks aus zulasse und Südafrika im Gegenzug die Unterstützung der Renamo unterlässt. Während sich Mosambik weitgehend an das Abkommen hielt, verstieß Südafrika wiederholt dagegen und erklärte es 1985 aufgrund „mehrerer Verstöße“ offiziell für nichtig.
1987 mobilisierten die US-Senatoren Jesse Helms und Bob Dole die Unterstützung der USA für die Renamo. Unterstützung bekam die Renamo nicht zuletzt auch aus rechtskonservativen und geheimdienstlichen Kreisen in der Bundesrepublik Deutschland. Westdeutschland stellte eines der wichtigsten Drehkreuze für Renamo-Unterstützer dar. Im Dezember 1988 deckte ein Rechercheteam des WDR auf, dass einer der wichtigsten Akteure der Renamo, Arturo Jareira da Fonseca, seit Jahren unbehelligt von Heidelberg aus als eine Art inoffizieller Botschafter und Verbindungsmann operierte. Noch im März 1989 konnte die Renamo in Bonn eine Pressekonferenz abhalten. Aus dieser Zeit sind Kontakte zum damaligen Bundesnachrichtendienst belegt, die auch finanzielle Zuwendungen für die Renamo beinhalteten. Als die Heidelberger Justizbehörde auf Drängen engagierter Heidelbergerinnen im Sommer 1989 schließlich Ermittlungen gegen Fonseca aufnahm, tauchte dieser plötzlich ab und war fortan nicht mehr auffindbar. Besondere Unterstützung genoss die Renamo seitens politischer und nachrichtendienstlicher Netzwerke rund um den bayerischen Ministerpräsidenten Franz Josef Strauß. Als weitere Mitglieder im bundesdeutschen Unterstützernetzwerk der Renamo gelten u. a. der Jurist Andre Thomashausen und der Politikwissenschaftler Werner Kaltefleiter. Die Unterstützung durch das bundesdeutsche Netzwerk nahm zeitweise ein derart umfangreiches Ausmaß an, dass sich schließlich die US-Behörden gezwungen sahen zu intervenieren, da die unverhohlene Unterstützung der Renamo insbesondere durch westdeutsche nachrichtendienstliche Partner der Amerikaner den außenpolitischen Zielen der US-Administration, u. a. Aufrechterhaltung bilateraler Kontakte zur von der Frelimo geführten Regierung und eine Eindämmung des Konflikts abträglich erschien.

### Wandlung zu einer zivilen politischen Organisation
Als der Bürgerkrieg zwischen Renamo-Rebellen und der Regierung 1990 mit Beginn der Friedensverhandlungen seinem Ende zuging, stand die Renamo vor dem Problem, sich nach Jahren des Guerillakrieges von einer rein militärischen Organisation mit loser Struktur in eine politische Partei verwandeln zu müssen. Dabei bestand genau das umgekehrte Problem, das afrikanische Parteien normalerweise haben.
Während es sich in der Regel um urbane, auf die intellektuelle Elite des Landes konzentrierte Gruppierungen handelte, die vor der Schwierigkeit standen, sich eine Basis unter der ländlichen Bevölkerung zu schaffen, stand die Renamo vor dem Problem, dass ihr eine Verankerung in den städtischen Zentren des Landes fehlte. Ihre politischen Aussagen hatten sich in der Vergangenheit auf anti-marxistische, pro-kapitalistische und pro-demokratische Aussagen beschränkt und ihre Möglichkeiten, diese Themen ernsthaft zu diskutieren, waren limitiert. Erst nach massiver finanzieller Unterstützung infolge des Allgemeinen Friedensabkommens von Rom, das 1992 dem Bürgerkrieg ein Ende setzte, schaffte die Renamo den Übergang zu einer politischen Partei.

## Menschenrechtsverletzungen
Der führende Afrikabeaufragte des amerikanischen Außenministeriums, Chester Crocker, bezeichnete die Renamo als eine „afrikanische Rote Khmer“. 1989 von Wissenschaftlern der Georgetown University durchgeführte Interviews mit ehemaligen Mitgliedern der Renamo zeugen von der Brutalität und Skrupellosigkeit, mit der die Führung der Renamo operierte. So wurden viele der Kombattanten, oft noch minderjährig, zwangsrekrutiert und mussten als Loyalitätsbeweis gegenüber ihren neuen Vorgesetzten nahestehende Familienangehörige ermorden, auch um so eine Flucht und Rückkehr in die alte Dorfgemeinschaft unmöglich zu machen. Ein Großteil der Operationen habe sich nicht gegen die mosambikanischen Streitkräfte gerichtet, sondern gegen Zivilisten und öffentliche Infrastruktur, oftmals einhergehend mit Massakern und der Verschleppung von jungen Männern, die als körperlich geeignet angesehen wurden, um die Reihen der Renamo zu stärken.

## Politische Aktivität seit Niederlegung der Waffen
Bis 2013 hatte Renamo die Waffen niedergelegt und war die größte Oppositionspartei Mosambiks. In den Präsidentschaftswahlen im Dezember 2009 triumphierte der Frelimo-Kandidat Armando Guebuza aber bereits mit 75 % über seinen Herausforderer Afonso Dhlakama, den langjährigen Führer der Renamo, der nur noch 16 % der abgegebenen Stimmen erhielt. Die Ergebnisse der Wahl wurden trotz einiger Unregelmäßigkeiten und obwohl Frelimo ihre Vorteile als Regierungspartei ausnutzte, von internationalen Beobachtern in der Tendenz nicht in Zweifel gezogen.
Auch bei den Parlamentswahlen 2009 erlitt Renamo eine vernichtende Niederlage und errang nur noch 16 bzw. 17 % der Stimmen. Dieses Ergebnis ist teilweise mit dem Antreten der neuen Oppositionspartei Movimento Democrático de Moçambique (MDM), die sich als Abspaltung von Renamo aus Protest gegen den autoritären Führungsstil von Dhlakama Anfang 2009 gegründet hatte, zu erklären. Zwar gab es Hinweise auf Wahlbetrug durch die Regierungspartei auch bei dieser Wahl, Beobachter hielten diese Unregelmäßigkeiten jedoch nicht für wahlentscheidend. Im Parlament hält die Renamo derzeit 51 von 250 Sitzen. Im Vorfeld der Kommunalwahlen 2013 erklärte Dhlakama für Renamo den Boykott weiterer Wahlen bis zur Änderung des Wahlgesetzes nach seinen Vorstellungen und es kam anschließend (und erneut im Jahr 2015) zu bewaffneten Auseinandersetzungen zwischen bewaffneten Dhlakama-Loyalisten und den mosambikanischen Sicherheitskräften. In den von Renamo boykottierten Kommunalwahlen errang die neue Partei MDM landesweit teils erheblich größere Stimmenanteile als Renamo seit 1999 bei irgendeiner landesweiten Wahl erreicht hatte und machte ihr so den Rang als größte Oppositionspartei streitig. Dhlakama starb im Mai 2018 unerwartet, wobei der autoritäre jahrzehntelange Anführer der Renamo keine Pläne für einen eventuellen Nachfolger hinterließ.

## Wahlergebnisse
Bei den Präsidentschaftswahlen seit 1994 hat sich Renamos Stimmenzahl bis 2009 nahezu halbiert, gegenüber dem besten Ergebnis 1999 sogar auf ein Drittel reduziert. Die Ergebnisse der Parlamentswahlen sind etwa vergleichbar. Die Kommunalwahlen und Provinzwahlen wurden von der Renamo-Führung grob vernachlässigt, mit entsprechend schlechten Ergebnissen. Bei den Kommunalwahlen 2008 errang Renamo keinen Bürgermeisterposten, in 9 von 43 Kommunen reichte es nicht einmal für einen Sitz.
| Präsidentschaftswahlen seit 1994 im Vergleich | Präsidentschaftswahlen seit 1994 im Vergleich | Präsidentschaftswahlen seit 1994 im Vergleich | Präsidentschaftswahlen seit 1994 im Vergleich |
| --------------------------------------------- | --------------------------------------------- | --------------------------------------------- | --------------------------------------------- |
| Jahr der Wahl                                 | Partei und Kandidat                           | Anzahl der Stimmen                            | Ergebnis in Prozent                           |
| 1994                                          | Renamo: Afonso Dhlakama                       | 1.666.965                                     | 33,73 %                                       |
|                                               | Frelimo : Joaquim Chissano                    | 2.633.740                                     | 53,30 %                                       |
| 1999                                          | Renamo: Afonso Dhlakama                       | 2.133.655                                     | 47,71 %                                       |
|                                               | Frelimo : Joaquim Chissano                    | 2.338.333                                     | 52,29 %                                       |
| 2004                                          | Renamo: Afonso Dhlakama                       | 998.059                                       | 31,74 %                                       |
|                                               | Frelimo : Armando Guebuza                     | 2.004.226                                     | 63,74 %                                       |
| 2009                                          | Renamo: Afonso Dhlakama                       | 650 679                                       | 16,41 %                                       |
|                                               | Frelimo : Armando Guebuza                     | 2 974 627                                     | 75,01 %                                       |
|                                               | MDM: Daviz Simango                            | 340 579                                       | 8,59 %                                        |